# Anthonie Claesz. de Grebber

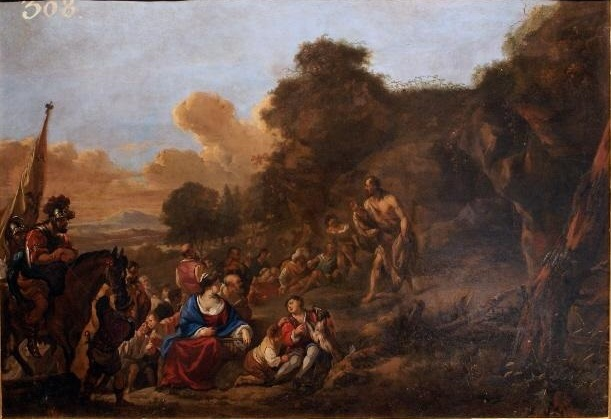
San Juan predicando en el desierto, firmado «A. GREBBER 1659», óleo sobre cobre, 59,5 x 84,5 cm, Guadalajara, Museo Provincial de Guadalajara.

Anthonie Claesz. de Grebber (Leiden, c. 1621/1622-Ámsterdam, c. 1683/1691) fue un pintor barroco neerlandés. 
Es poco lo que se conoce con seguridad de su vida y obra. Se casó en Ámsterdam en 1651 con Greetie Pieters van Troyen, cuando según las actas matrimoniales tenía veintinueve años, dato que ha servido para fijar la fecha de su nacimiento.
Es posible que tuviese como discípulo a Gabriël Metsu, casado con Isabella de Wolff, hija de María de Grebber y prima de Anthonie. Católico como Metsu y pintor de historia, trabajó para las iglesias clandestinas de Ámsterdam. La colaboración con Metsu alcanza también a una serie de once cobres procedentes de la ermita de Nuestra Señora de los Llanos de Hontoba que fueron inventariados en 1902 en el Museo Provincial de Guadalajara, firmados algunos de ellos por Metsu y por Grebber, aunque únicamente se conserva un San Juan Bautista predicando en el desierto firmado por este último en 1659. Según el citado inventario de 1902 se quemaron dos cobres de Grebber, La Asunción de Nuestra Señora y La Anunciación del Hijo de Dios a los pastores. Se desconoce el paradero actual del cuarto cuadro, La Visitación de Nuestra Señora, que también refiere el mencionado inventario de 1902. 
Con el cobre de Guadalajara, la producción firmada de Grebber se completa con una Lamentación, con dos ángeles ante el cuerpo de Cristo muerto, firmado en 1651 (Oud Ade, Kaag en Braassem, Rectoría) y  Eneas y Dido, óleo sobre lienzo firmado en 1677 (Musée des beaux-arts de Dunkerque).